# Murga en Canarias

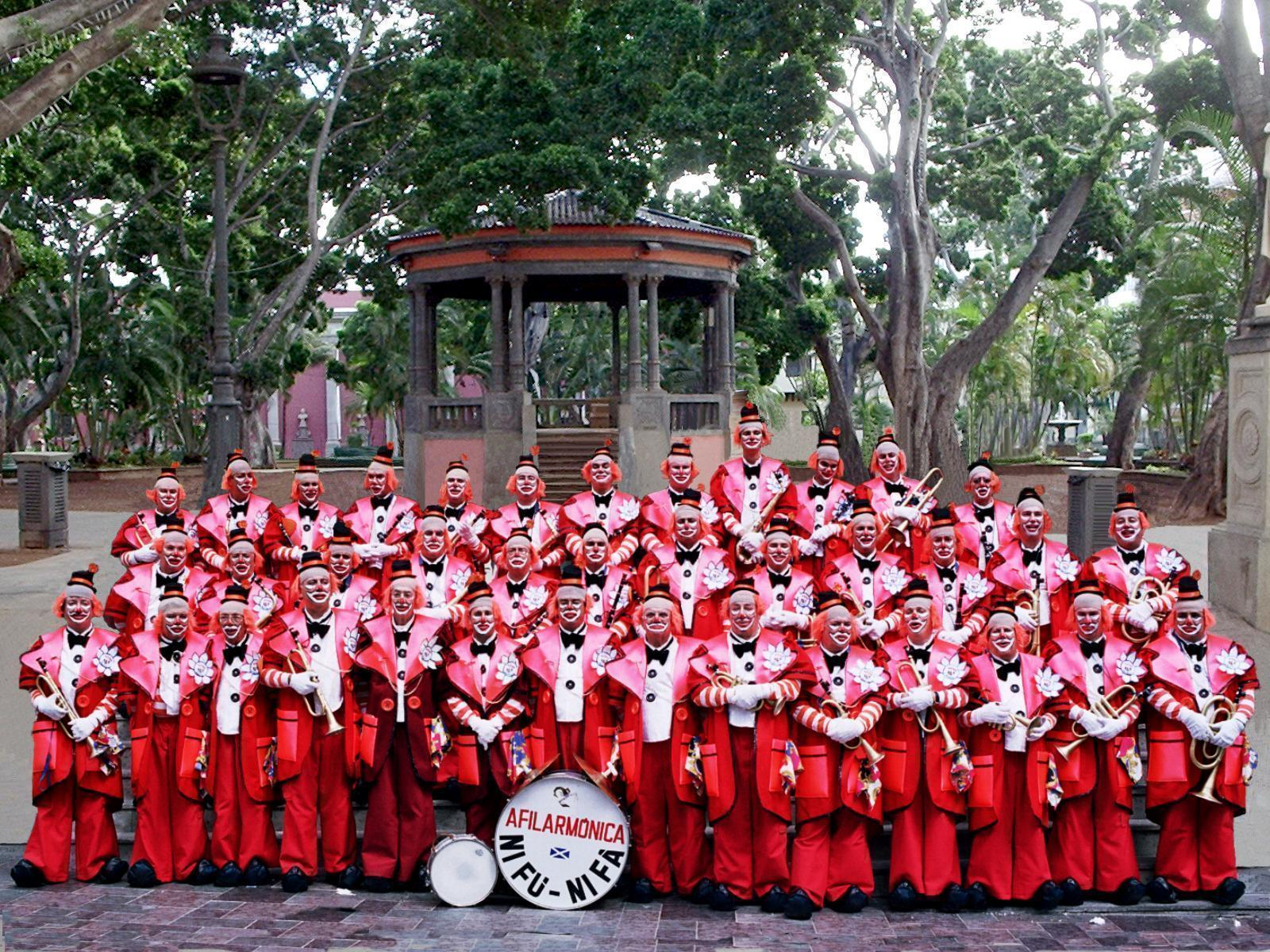
Afilarmónica NiFú-NiFá en el carnaval de 2006

Las murgas en los carnavales de Canarias consisten en un grupo de personas que cantan con letras en las que se hace crítica generalmente a la política, pero también a los problemas de la sociedad en general. Frecuentemente desarrolladas con humor e ironía, las composiciones se hacen sobre la base de canciones populares, a las que se les cambia la letra, con los pitos murgueros (kazoo) que portan cada uno de los integrantes. El grupo suele ser numeroso (más de 20 personas) y es acompañado únicamente por percusión. Son uno de los elementos más populares de los carnavales y se hacen concursos en donde se premian a las murgas más destacadas en vestuario, letras e interpretación. 
La murga tiene un mayor arraigo en los dos grandes carnavales canarios: el carnaval de Santa Cruz de Tenerife y el carnaval de Las Palmas de Gran Canaria siendo el elemento más popular del carnaval de Santa Cruz de Tenerife. Debido a la Gala Drag en Las Palmas de Gran Canaria siendo posiblemente el mejor evento de los carnavales. Independientes a los concursos capitalinos existen concursos en Agüimes (Gran Canaria), en el y norte y sur de Tenerife (Puerto de la Cruz, Los Realejos, Icod de los Vinos, La Orotava y Candelaria), Arrecife (Lanzarote) o en diversos pueblos de Fuerteventura.
La Afilarmónica NiFú-NiFá (Tenerife) es la más veterana, y se considera la madre de las murgas canarias. Su creador, Enrique González Bethencourt, fue galardonado en 2001 por el Rey de España, tras su intensa dedicación a desarrollar el carnaval incluso durante el régimen dictatorial de Francisco Franco. Los concursos de murgas son uno de los actos más populares del Carnaval. Tanto es así, que las entradas del concurso de murgas adultas para la final suelen agotarse pocas horas después de salir a la venta, y el día del concurso, la gente hace cola, incluso, desde el día anterior para poder disfrutar de las mejores localidades.

## Historia
En el Carnaval de 1917, la marinería del “Laya” obtuvo el visto bueno, por parte de la oficialidad, de disfrutar del Carnaval de Santa Cruz, participando en el mismo constituyendo una chirigota, fieles a la tradición de su tierra, puesto que la inmensa mayoría de la tripulación era gaditana. Así fue como el pueblo santacrucero fue testigo de una nueva forma de vivir la fiesta, un nuevo modo de participar en la fiesta, de constituir un grupo musical de corte bufo donde la letra de las canciones era más importante que la interpretación de las mismas, pues contenían temas propios de la actualidad isleña y otros más banales de contenido "picante", y donde el humor y la crítica jugaban un papel fundamental en sus composiciones y actuaciones. Por ello, puesto que esta nueva forma de vivir la fiesta caló muy hondo en el Carnaval tinerfeño, y fue totalmente aceptada por el pueblo como un colectivo carnavalero más, puede afirmarse, queda así reflejado en la prensa local de aquellos momentos, que aquellos marineros constituyeron la primera murga creada por y para el Carnaval de Santa Cruz de Tenerife. 
Al año siguiente, cantando canciones similares con contenido crítico y humorístico, se vieron recorrer las principales calles y plazas de la población, varios grupos de carnavaleros que, sin saberlo, irían dotando de una personalidad propia a este tipo de agrupaciones, para culminar en esa forma particular o cualidad que constituye, hoy en día, a la murga canaria. Esta forma de participar en la fiesta traspasó no solo el ámbito municipal sino también el insular, pues, en la actualidad, existen murgas en todas las islas Canarias, incluida la isla de La Graciosa.
Mientras tanto en la isla de Gran Canaria, Tomás Pérez (considerado por muchos el padre y maestro de las murgas de la isla) con su Afilarmónica Los Nietos de Kika al frente, competían en la "ilegalidad" del concurso de dictadura contra otros grupos de la isla. Una vez restablecido oficialmente el concurso allá por 1977, los mismos Nietos de Kika se proclamaron vencedores en aquel histórico día, llegando a ganar en 2 ocasiones, mientras su gran rival sobre los escenarios (la Afilarmónica Guanches Picapiedra), ganaba en 4 ocasiones. En 1983 y tras recibir ambos grupos el título de "Afilarmónica Oficial de Las Palmas de Gran Canaria" el Patronato del Carnaval decide retirarlos del concurso y salir al carnaval a cantar, sin acudir al concurso. El Patronato del Carnaval, presidido por Manolo García, acuerda a partir de ese año, que para optar al título de Afilarmónica deberán ganar tres primeros premios seguidos o cinco alternos.
Pero pronto llegaron los años 80 y el desarrollo de las murgas se hizo imparable, se empezó a cantar a diferentes tonos de voces (en ocasiones 2 o 3, comprendidas entre altos o tenores, barítonos y bajos). En Santa Cruz de Tenerife hicieron aparición dos murgas que posteriormente y hasta la fecha se transformarían en históricas por su palmarés: Los Singuangos y Los Mamelucos, y en Las Palmas de Gran Canaria, la primera murga que lograría romper la paridad que mantenían Guanches Picapiedra y Nietos de Kika, sería una de las murgas más laureadas hasta el día de hoy en dicha isla: Los Chancletas.
Durante los 90, en Tenerife hasta 7 murgas distintas logran el primer premio de interpretación, mientras que en Gran Canaria de 1991 hasta el 2000 sólo vencen 2 murgas: Los Serenquenquenes y los ya nombrados Chancletas. Estos últimos logran un récord en el carnaval capitalino, ya que se imponen hasta en 4 ocasiones consecutivas (1993, 1994, 1995 y 1996), ganando además en 1998 el ansiado primer premio de interpretación.
Con el nuevo siglo, comienza un giro en ambas capitales en casi todos los aspectos: en la capital tinerfeña, Bambones aparece como la "murga de moda" y se impone en todos los concursos que caen en años impares desde 1999 a 2005, y en Las Palmas de Gran Canaria, Serenquenquenes y Chancletas se siguen alternando primeros premios hasta 2003, año en el que la murga Los Totorotas vuelve a concurso tras dos años sin participar en las fiestas y además lo gana. A partir del año siguiente, Los Melindrosos comienzan con una serie de victorias que comprende los años 2004, 2005 y 2006.
Desde aquella primera murga en Tenerife formada por gaditanos de la que hablábamos, hasta nuestros días, el cambio ha sido notable. Las murgas llegan a cantar en 5 o 6 tonos diferentes, la percusión cada vez incluye más instrumentos y ritmos más movidos, las coreografías aumentan y las letras se preparan con más cautela y antelación que antes.
Hay dos modalidades diferentes de murgas en las Islas Canarias:
- Murgas infantiles, que se componen de grupos de 35 a 45 niños no mayores de 17 años Tenerife). En Gran Canaria no hay actualmente concurso de murgas infantiles.
- Murgas adultas, que se componen de grupos que superen en número los 35 componentes mayores de 18 años en (Tenerife y de 16 en Gran Canaria. No existe un límite de componentes establecidos.

## Concurso de Santa Cruz de Tenerife

### "Fiestas de Invierno"
Entre los años 1961 y 1977, cuando al Carnaval todavía se le denominaba oficialmente como Fiestas de Invierno, se celebraba un concurso en el que se otorgaban premios en una única categoría.
Las murgas que han sido galardonadas con el Primer Premio en este apartado a lo largo de la historia, ordenados por cantidad de primeros premios, son:
- Diabólicos (6 veces)
- Ni Fú-Ni Fá (5 veces)
- Triqui-Traques (4 veces)
- Pechugona (1 vez)
- Diablos Locos (1 vez)

Véase Anexo:Premios y concursos de Carnaval de Santa Cruz de Tenerife.

### Interpretación y Presentación (Disfraz)
Desde el año 1978, el concurso otorga premios en dos modalidades: Interpretación y Presentación. El máximo galardón en el Concurso de Murgas de Santa Cruz de Tenerife es el Primer Premio de Interpretación, en el que actualmente se valoran letras, vocalización, voces y coreografía.
Las murgas que han sido galardonadas con el Primer Premio en este apartado a lo largo de la historia, ordenados por cantidad de primeros premios, son:
- Triqui-Traques (8 veces)
- Bambones (8 veces)
- Singuangos (7 veces)
- Mamelucos (6 veces)
- Diablos Locos (6 veces)
- Zeta Zetas (3 veces)
- Chichiriviches (2 veces)
- Ni Pico-Ni Corto (2 veces)
- Trapaseros (2 veces)
- Chinchosos (1 vez)

Véase el Anexo:Premios y concursos de Carnaval de Santa Cruz de Tenerife.
Desde el año 1978, se entrega un galardón que premia a la murga con mejor disfraz o Presentación.
Las murgas que han sido galardonadas con el Primer Premio en este apartado a lo largo de la historia, ordenados por cantidad de primeros premios, son:
- Mamelucos (14 veces)
- Triqui-Traques (4 veces)
- Ni Pico-Ni Corto (3 veces)
- Chichiriviches (2 veces)
- Quinquiñecas (2 veces)
- Rebeldones (1 vez)
- Pilongos (1 vez)
- Lenguas (1 vez)
- Bambones (1 vez)
- Diablos Locos (1 vez)
- Ni Picas-Ni Cortas (1 vez)
- Rebel-Ñecas (1 vez)
- La Traviata (1 vez)

Lenguas, Pilongos, Chichiriviches, Rebeldones, Coco-Mocos, Parlanchines, Atrevidas, Rebelchichas, Zorroklocas, Ni Picas-Ni Cortas, Juanveintitreros, Quinquiñecos, Las Que Faltaban, Quinquiñecas, Ni Muchas-Ni Pocas, Dislocadas,Rebel-Ñecas ni Alboroclónicas ya no participan en el Carnaval. El resto de murgas continúa participando en concurso.

## Concurso del Norte de Tenerife

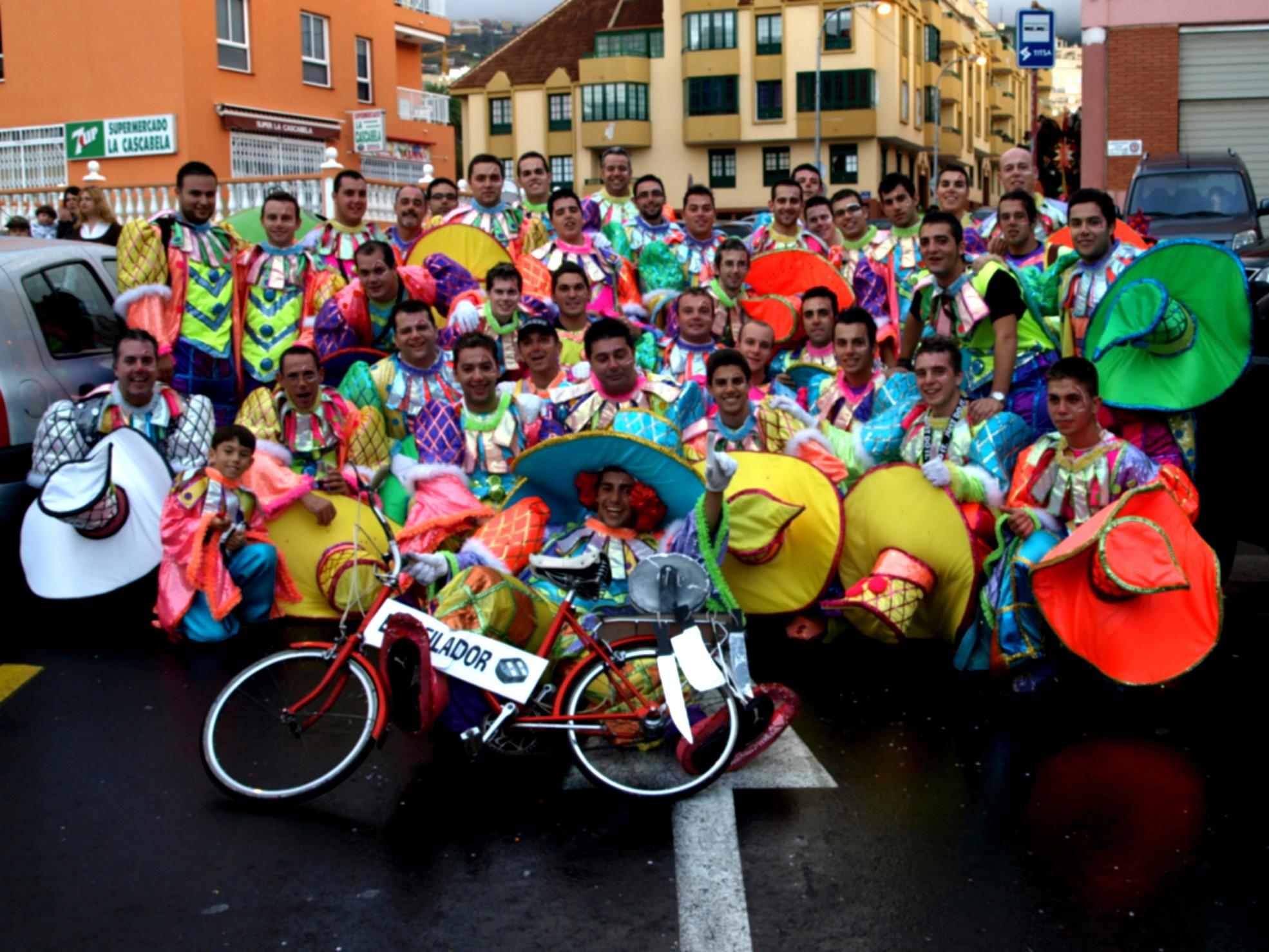
Murga Trapaseros de Los Realejos (2008)

Véase el Anexo:Premios y concursos de Carnaval del Norte de Tenerife.
El concurso de murgas del norte está compuesto por murgas de diferentes municipios de la zona norte de la isla de Tenerife. En la edición de 2016 los grupos que participaron en el concurso son: Virgueritos, Apresuradas y Trinkosos de La Orotava, Ni pa tanto Ni pa tan poco, Tiralenguas, Chaladas y Risilocas de Icod de los Vinos, Cascarrabias de Puerto de la Cruz, Ferrusquentos de Garachico y Archicuerpos, Irónicos, Trapaseros y Criticonas de Los Realejos. 
Este concurso no tiene una sede fija, sino que va rotando por los municipios que están representados por las distintas murgas. En el año 2016 se celebró en Los Realejos y el ciclo continúa con Los Realejos, Icod de Los Vinos, Tacoronte, Garachico, La Orotava y Puerto de la Cruz.
(act)
Actualmente sólo rota entre los municipios de Los Realejos, Icod de los Vinos, Garachico, La Orotava y Puerto de la Cruz.
El año 2024 quedará grabado en la retina de muchos y muchas murgueros/as y del Concurso de Murgas del Norte, pues en el año 2024 celebrado en Garachico, fue el primer año en el que una murga femenina "Murga Chaladas" ganaba el Primer Premio de Interpretación, que le da el salvoconducto para participar en el Concurso de Murgas de Santa Cruz de Tenerife, pero ahí no quedó la cosa, pues también fue el primer Triplete del Concurso, al alzarse también con el Primer Premio de Presentación y el Premio Criticón que otorga los medios de comunicación presentes en el concurso. 
En este año 2025, y tras un cambio en el orden de rotación, el XXXI Concurso de Murgas y el XIV Certamen de Murgas Infantiles del Norte de Tenerife se celebrará en el municipio de Icod de los Vinos. 
Las Murgas participantes en esta edición 2025 en el apartado de Murgas Infantiles serán, Ferrusquentitos (Garachico), Tiralengüines (Icod de los Vinos), Menudos Irónicos (Los Realejos), MiniVirgues (La Orotava) y Raviscuditos (Tacoronte), por su parte las Murgas Adultas en Concurso serán, Ferrusquentos (Garachico), Chaladas y Deslenguadas (Icod de los Vinos), Irónicos (Los Realejos), Trinkosos, Pizzicatos y Virgueritos (La Orotava) y Parlanchinas (Puerto de la Cruz). 

### Tabla de premios. Concurso de murgas del Norte
Interpretación, Presentación  y Criticón.
| Año                      | 1.º Interpretación                             | 2.º Interpretación | 3.º Interpretación         | Accésit Interpretación | 1.º Presentación           | 2.º Presentación           | 3.º Presentación           | Accésit Presentación | Premio Criticón            |
| ------------------------ | ---------------------------------------------- | ------------------ | -------------------------- | ---------------------- | -------------------------- | -------------------------- | -------------------------- | -------------------- | -------------------------- |
| 1993                     | Trapaseros (Los Realejos)                      | Virgueritos        | Tiralenguas                | -                      | Archicuerpos               | Tiralenguas                | Quisquillosas              | -                    | Virgueritos                |
| 1994                     | Trapaseros (Los Realejos)                      | Virgueritos        | Archicuerpos               | -                      | -                          | Archicuerpos               | Quisquillosas              | -                    | Trapaseros                 |
| 1995                     | Trapaseros (Los Realejos)                      | Virgueritos        | Archicuerpos               | -                      | Quisquillosas              | Apresuradas                | Archicuerpos               | -                    | Archicuerpos               |
| 1996                     | Trapaseros (Los Realejos)                      | Archicuerpos       | Mequetrefes                | -                      | Mequetrefes                | Archicuerpos               | Quisquillosas              | -                    | Mequetrefes                |
| 1997                     | Ni Pa Tanto Ni pa tan poco (Icod de los Vinos) | Tiralenguas        | Archicuerpos               | -                      | Tiralenguas                | Quisquillosas              | Archicuerpos               | -                    | Archicuerpos               |
| 1998                     | Trapaseros (Los Realejos)                      | Archicuerpos       | Ni Pa Tanto Ni Pa Tan Poco | -                      | Archicuerpos               | Quisquillosas              | Apresuradas                | -                    | Archicuerpos               |
| 1999 (Los Realejos)      | Pizzicatos (La Orotava)                        | Archicuerpos       | Tiralenguas / Trapaseros   | -                      | Archicuerpos               | Pizzicatos                 | -                          | -                    | Archicuerpos               |
| 2000 (Icod de los Vinos) | Trapaseros (Los Realejos)                      | Archicuerpos       | Tiralenguas                | -                      | Archicuerpos               | Pizzicatos                 | Apresuradas                | -                    | Archicuerpos               |
| 2001 (La Orotava)        | Archicuerpos (Los Realejos)                    | Trapaseros         | Pizzicatos                 | -                      | Archicuerpos               | Apresuradas                | Trapaseros                 | -                    | Archicuerpos               |
| 2002 (Puerto de la Cruz) | Trapaseros (Los Realejos)                      | Archicuerpos       | Risilocas                  | -                      | Archicuerpos               | Apresuradas                | -                          | -                    | Risilocas                  |
| 2003 (Los Realejos)      | Trapaseros (Los Realejos)                      | Archicuerpos       | Pizzicatos                 | -                      | Archicuerpos               | Apresuradas                | -                          | -                    | Tiralenguas                |
| 2004 (Icod de los Vinos) | Trapaseros (Los Realejos)                      | Archicuerpos       | Ni Pa Tanto Ni Pa tan Poco | -                      | Apresuradas                | Risilocas                  | Archicuerpos               | -                    | Ni Pa Tanto Ni Pa Tan Poco |
| 2005 (La Orotava)        | Tiralenguas (Icod de los Vinos)                | Pizzicatos         | Trapaseros                 | -                      | Trapaseros                 | Apresuradas                | Tiralenguas                | -                    | Irónicos                   |
| 2006 (Puerto de la Cruz) | Trapaseros (Los Realejos)                      | Pizzicatos         | Puertopotras               | -                      | Archicuerpos               | -                          | Irónicos                   | -                    | Pizzicatos                 |
| 2007 (Los Realejos)      | Tiralenguas (Icod de los Vinos)                | Irónicos           | Trapaseros                 | -                      | Puertopotras               | Archicuerpos               | Pizzicatos                 | -                    | Irónicos                   |
| 2008 (Icod de los Vinos) | Irónicos (Los Realejos)                        | Trapaseros         | Tiralenguas                | -                      | Trapaseros                 | Archicuerpos               | Dragónicas                 | -                    | Trapaseros                 |
| 2009 (La Orotava)        | Trapaseros (Los Realejos)                      | Tiralenguas        | Cascarrabias               | -                      | Puertopotras               | Irónicos                   | Pizzicatos                 | -                    | Apresuradas                |
| 2010 (Puerto de la Cruz) | Tiralenguas (Icod de los Vinos)                | Trapaseros         | Puertopotras               | -                      | Puertopotras               | Archicuerpos               | Ni Pa Tanto Ni Pa Tan Poco | -                    | Pizzicatos                 |
| 2011 (Los Realejos)      | Trapaseros (Los Realejos)                      | Tiralenguas        | Irónicos                   | -                      | Ni Pa Tanto Ni Pa Tan Poco | Archicuerpos               | Irónicos                   | -                    | Trapaseros                 |
| 2012 (Icod de los Vinos) | Trapaseros (Los Realejos)                      | Tiralenguas        | Irónicos                   | -                      | Apresuradas                | Archicuerpos               | Irónicos                   | -                    | Irónicos                   |
| 2013 (Tacoronte)         | Trapaseros (Los Realejos)                      | Puertopotras       | Irónicos                   | -                      | Apresuradas                | Ni Pa Tanto Ni Pa Tan Poco | Virgueritos                | -                    | Irónicos                   |
| 2014 (La Orotava)        | Trapaseros (Los Realejos)                      | Tiralenguas        | Cascarrabias               | -                      | Apresuradas                | Archicuerpos               | Tiralenguas                | -                    | Tiralenguas                |
| 2015 (Puerto de la Cruz) | Irónicos (Los Realejos)                        | Tiralenguas        | Trapaseros                 | -                      | Apresuradas                | Archicuerpos               | Puertopotras               | -                    | Irónicos                   |
| 2016 (Los Realejos)      | Trapaseros (Los Realejos)                      | Irónicos           | Cascarrabias               | Tiralenguas            | Archicuerpos               | Trinkosos                  | Criticonas                 | Risilocas            | Irónicos                   |
| 2017 (Icod de los Vinos) | Trapaseros (Los Realejos)                      | Cascarrabias       | Tiralenguas                | Trinkosos              | Archicuerpos               | Trinkosos                  | Ferrusquentos              | Virgueritos          | Ni Pa Tanto                |
| 2018 (Garachico)         | Tiralenguas (Icod de los Vinos)                | Cascarrabias       | Trinkosos                  | Irónicos               | Criticonas                 | Apresuradas                | Irónicos                   | Ferrusquentos        | Apresuradas                |
| 2019 (La Orotava)        | Cascarrabias (Puerto de la Cruz)               | Tiralenguas        | Ferrusquentos              | Trinkosos              | Ferrusquentos              | Risilocas                  | Trinkosos                  | Apresuradas          | Cascarrabias               |
| 2020 (Puerto de la Cruz) | Tiralenguas (Icod de los Vinos)                | Trinkosos          | Cascarrabias               | -                      | Cascarrabias               | Trinkosos                  | Chaladas                   | Apresuradas          | Cascarrabias               |
| 2023 (Los Realejos)      | Irónicos (Los Realejos)                        | Chaladas           | Tiralenguas                | Trinkosos              | Trinkosos                  | Ferrusquentos              | Chaladas                   | MásQuePotras         | Irónicos                   |
| 2024 (Garachico)         | Chaladas (Icod de los Vinos)                   | Irónicos           | Trinkosos                  | -                      | Chaladas                   | Ferrusquentos              | Virgueritos                | Irónicos             | Chaladas                   |

## Concurso de Las Palmas de Gran Canaria

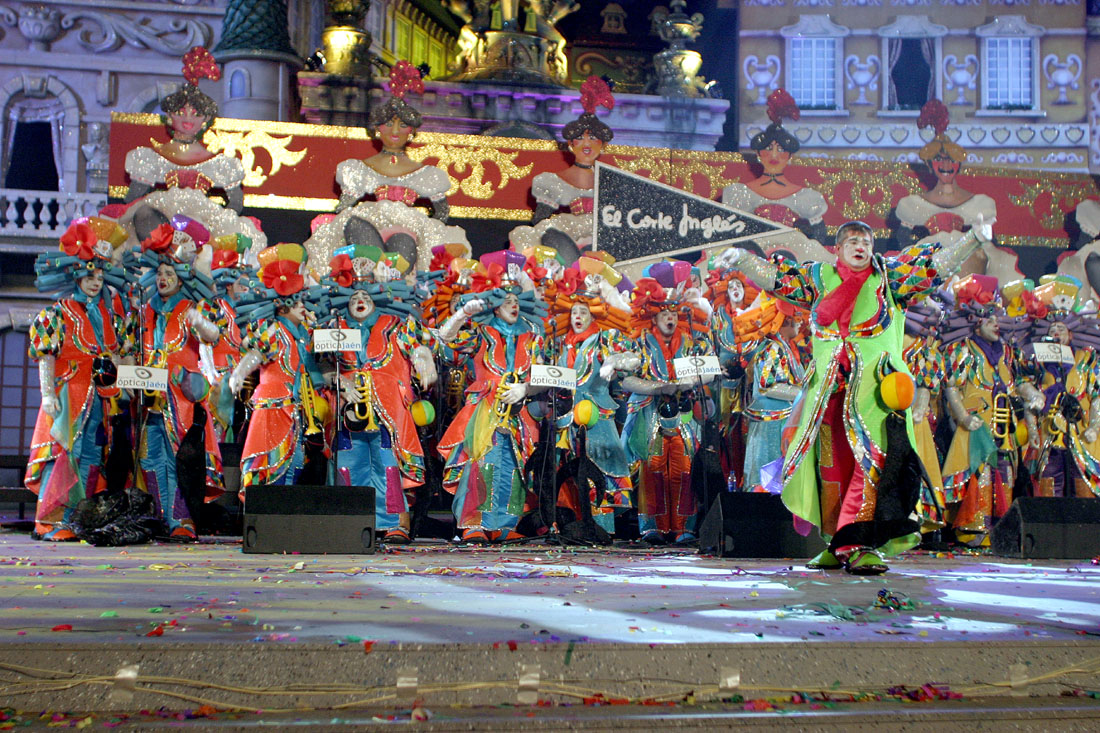
Murga Los Chancletas en el concurso de 2007

### Interpretación y Disfraz
El concurso de la ciudad de Las Palmas de G.C. (antes denominado Concurso Insular), comienza en el año 1977, organizado por la Comisión de Fiestas del barrio de La Isleta). Ese mismo año se tramitaba lo que posteriormente sería el Patronato del Carnaval al que se integraron algunos de los miembros de esa comisión.
La murgas que han conseguido el primer premio de interpretación (incluye letras, vocalización, voces y puesta en escena de los temas), que es el máximo galardón en el concurso oficial del Carnaval del Las Palmas de Gran Canaria son:
- Serenquenquenes (15 veces)
- Chancletas (9 veces)
- Guanches Picapiedra (4 veces)
- Hijos de Caín (3 veces)
- Totorotas (3 veces-Una de ellas como premio compartido)
- Melindrosos (3 veces)
- Nietos de Kika (2 veces)
- Nietos de Sary Mánchez (2 veces)
- Marchosos (2 veces-Una de ellas como premio compartido)
- Rockefellers (1 vez)
- Legañosos (1 vez)

En 1997, tras el fallecimiento del Director y Letrista de Los Nietos de Kika, la Sociedad de Promoción de Las Palmas de Gran Canaria institucionaliza el premio a la Mejor Letra denominado PREMIO TOMÁS PÉREZ GONZÁLEZ, que se entrega a partir de ese año en la Final del Concurso de Murgas. 
Por otra parte, el premio al mejor disfraz se comienza a entregar en el año 1981.

#### Interpretación y Disfraz
| Edición | Año  | 1.º Interpretación | 2.º Interpretación | 3.º Interpretación | 1.º Vestuario | 2.º Vestuario | 3.º Vestuario |  |
| ------- | ---- | --- | --- | --- | --- | --- | --- |  |
| 1.º     | 1977 | Nietos de Kika | Papas | Hijos de Caín | --- | --- | --- |  |
| 2.º     | 1978 | Guanches Picapiedra | Nietos de Kika | Miau-Miau | --- | --- | --- |  |
| 3.º     | 1979 | Guanches Picapiedra | Nietos de Kika | Marchosos | --- | --- | --- |  |
| 4.º     | 1980 | Nietos de Kika | Guanches Picapiedra | Marchosos | --- | --- | --- |  |
| 5.º     | 1981 | Guanches Picapiedra | Nietos de Kika | Marchosos | Guanches Picapiedra | Marchosos | ¿? |  |
| 6.º     | 1982 | Guanches Picapiedra | Chancletas | Totorotas | Farramulla-Family | ¿? | ¿? |  |
| 7.º     | 1983 | Chancletas | Bank-Carotas | Totorotas | Chancletas | ¿? | ¿? |  |
| 8.º     | 1984 | Rockefeller's | Hijos de Caín | Marchosos | Marchosos | ¿? | ¿? |  |
| 9.º     | 1985 | Marchosos / Totorotas | Hijos de Caín | Chancletas / Rockefellers | ¿? | ¿? | ¿? |  |
| 10.º    | 1986 | Totorotas | Chancletas | Hijos de Caín | ¿? | ¿? | ¿? |  |
| 11.º    | 1987 | Marchosos | Hijos de Caín | Chancletas | Hijos de Caín | Chancletas | ¿? |  |
| 12.º    | 1988 | Hijos de Caín | Marchosos | Serenquenquenes | Marchosos | ¿? | ¿? |  |
| 13.º    | 1989 | Hijos de Caín | Serenquenquenes | Marchosos | ¿? | ¿? | ¿? |  |
| 14.º    | 1990 | Hijos de Caín | Bank-Carotas | Serenquenquenes | ¿? | ¿? | ¿? |  |
| 15.º    | 1991 | Serenquenquenes | Chancletas | Sarandajos del Risco | Serenquenquenes | ¿? | ¿? |  |
| 16.º    | 1992 | Serenquenquenes | Chancletas | Sarandajos del Risco | Serenquenquenes | ¿? | ¿? |  |
| 17.º    | 1993 | Chancletas | Serenquenquenes | Hijos de Caín | Serenquenquenes | ¿? | ¿? |  |
| 18.º    | 1994 | Chancletas | Nietos de Kika | Serenquenquenes | Chancletas | ¿? | ¿? |  |
| 19.º    | 1995 | Chancletas | Bank-Carotas | Caña Dulce | ¿? | ¿? | ¿? |  |
| 20.º    | 1996 | Chancletas | Serenquenquenes | Urracas | Chancletas | ¿? | ¿? |  |
| 21.º    | 1997 | Serenquenquenes | Rockefeller's | Chancletas | Sarandajos del Risco | ¿? | ¿? |  |
| 22.º    | 1998 | Chancletas | Serenquenquenes | Rockefeller's | Sarandajos del Risco | ¿? | ¿? |  |
| 23.º    | 1999 | Serenquenquenes | Chancletas | Twitty's | Sarandajos del Risco | ¿? | ¿? |  |
| 24.º    | 2000 | Serenquenquenes | Rockefeller's | Chancletas | Sarandajos del Risco | ¿? | ¿? |  |
| 25.º    | 2001 | Chancletas | Rockefeller's | Melindrosos | Twitty's | Trotamúsicos | Serenquenquenes |  |
| 26.º    | 2002 | Serenquenquenes | Chancletas | Rockefeller's | Serenquenquenes | Chancletas | Twitty's |  |
| 27.º    | 2003 | Totorotas | Serenquenquenes | Chancletas | Lady's Chancletas | Trotamúsicos | Chancletas |  |
| 28.º    | 2004 | Melindrosos | Serenquenquenes | Chancletas | Serenquenquenes | Lady´s Chancletas | Chacho tú |  |
| 29.º    | 2005 | Melindrosos | Chancletas | Serenquenquenes | Lady's Chancletas | Trotamúsicos | Jallaos Roniaos |  |
| 30.º    | 2006 | Melindrosos | Serenquenquenes | Trapasones | Serenquenquenes | Melindrosos | Legañosos |  |
| 31.º    | 2007 | Serenquenquenes | Melindrosos | Twitty's | Chancletas | Legañosos | Lady's Chancletas |  |
| 32.º    | 2008 | Serenquenquenes | Trapasones | Legañosos | Lega Náyades | Legañosos | Chancletas |  |
| 33.º    | 2009 | Serenquenquenes | Trapasones | Chancletas | Lega Náyades | Legañosos | Lady's Chancletas |  |
| 34.º    | 2010 | Serenquenquenes | Trapasones | Melindrosos | Crazy Trotas | Chancletas | Lady's Chancletas |  |
| 35.º    | 2011 | Chancletas | Chacho Tú | Trapasones | Despistadas | Crazy Trotas | Melindrosos |  |
| 36.º    | 2012 | Serenquenquenes | Trapasones | Chacho Tú | Despistadas | Crazy Trotas | Sospechosos |  |
| 37.º    | 2013 | Serenquenquenes | Trapasones | Nietos de Sary Mánchez | Despistadas | Crazy Trotas | Las Traviesas |  |
| 38.º    | 2014 | Serenquenquenes | Legañosos | Chancletas | Despistadas | Legañosos | Nietos de Sary Mánchez |  |
| 39.º    | 2015 | Nietos de Sary Mánchez | Legañosos | Serenquenquenes | Legañosos | Melindrosos | Despistadas |  |
| 40.º    | 2016 | Legañosos | Nietos de Sary Mánchez | Las Traviesas | Crazy Trotas | Legañosos | Despistadas |  |
| 41.º    | 2017 | Nietos de Sary Mánchez | Serenquenquenes | Twitty's | Crazy Trotas | Despistadas | Kikirinietas |  |
| 42.º    | 2018 | Serenquenquenes | Nietos de Sary Mánchez | Trapasones | Despistadas | Twitty's | Nietos de Sary Mánchez |  |
| 43.º    | 2019 | Serenquenquenes | Nietos de Sary Mánchez | Legañosos | Legañosos | Chismosos | Twitty's |  |
| 44.º    | 2020 | Nietos de Sary Mánchez | Legañosos | Serenquenquenes | Despistadas | Kikirinietas | Chismosos |  |
|         | 2021 | No se celebró debido a la Pandemia de COVID-19. Sin embargo, la web especializada MurgasCanarias.es realizó una votación popular para conceder el título del 'Temazo del Siglo XXI' a la mejor canción de las últimas 20 ediciones del concurso, resultando ganadora la Murga Los Chancletas con el tema "Ya me han dado tanta leña, que este año somos nosotros los leñadores" | No se celebró debido a la Pandemia de COVID-19. Sin embargo, la web especializada MurgasCanarias.es realizó una votación popular para conceder el título del 'Temazo del Siglo XXI' a la mejor canción de las últimas 20 ediciones del concurso, resultando ganadora la Murga Los Chancletas con el tema "Ya me han dado tanta leña, que este año somos nosotros los leñadores" | No se celebró debido a la Pandemia de COVID-19. Sin embargo, la web especializada MurgasCanarias.es realizó una votación popular para conceder el título del 'Temazo del Siglo XXI' a la mejor canción de las últimas 20 ediciones del concurso, resultando ganadora la Murga Los Chancletas con el tema "Ya me han dado tanta leña, que este año somos nosotros los leñadores" | No se celebró debido a la Pandemia de COVID-19. Sin embargo, la web especializada MurgasCanarias.es realizó una votación popular para conceder el título del 'Temazo del Siglo XXI' a la mejor canción de las últimas 20 ediciones del concurso, resultando ganadora la Murga Los Chancletas con el tema "Ya me han dado tanta leña, que este año somos nosotros los leñadores" | No se celebró debido a la Pandemia de COVID-19. Sin embargo, la web especializada MurgasCanarias.es realizó una votación popular para conceder el título del 'Temazo del Siglo XXI' a la mejor canción de las últimas 20 ediciones del concurso, resultando ganadora la Murga Los Chancletas con el tema "Ya me han dado tanta leña, que este año somos nosotros los leñadores" | No se celebró debido a la Pandemia de COVID-19. Sin embargo, la web especializada MurgasCanarias.es realizó una votación popular para conceder el título del 'Temazo del Siglo XXI' a la mejor canción de las últimas 20 ediciones del concurso, resultando ganadora la Murga Los Chancletas con el tema "Ya me han dado tanta leña, que este año somos nosotros los leñadores" |  |
| 45.º    | 2022 | Gambusinos | Chismosos | Chancletas | Despistadas | Lengüetudos | Gambusinos |  |
| 46.º    | 2023 | Chancletas | Serenquenquenes | Chacho Tú | Despistadas | Serenquenquenes | Legañosos |  |

- En 1998 tanto las fases como las finales se trasladan del Estadio Insular al Parque Sta. Catalina.
- En 2022, debido a las restricciones de la Pandemia de COVID-19 no todas las murgas participaron.